# Arnoult Ier de Scheyern
Arnoult Ier de Scheyern (également Arnulf) (plus tard de Dachau) (mort avant le 26 mars 1123) est comte de Scheyern et par mariage comte de Dachau.

## Biographie
Arnoult Ier de Scheyern est le plus jeune fils d'Othon Ier de Scheyern et Haziga de Diessen et frère de Bernard Ier de Scheyern (de), Othon II de Scheyern et Ekkehard Ier de Scheyern. Il est nommé d'après le frère de sa mère et fonde la lignée des comtes de Scheyern-Dachau(-Valley). Vers 1078, il devient comte de Scheyern avec ses frères. À partir de 1104, il possède le comté de Dachau comme héritage de sa femme et se nomme désormais comte de Dachau. Le siège est le château de Dachau (de), construit vers 1100.
En 1123, sa veuve donne son consentement à la relocalisation du monastère d'Eisenhofen, qui a été donné par le frère d'Arnoult Ier, Othon II de Scheyern. Lors de la fondation du château de la famille Scheyern en tant que monastère, qui reçoit un certificat de confirmation en 1123, la veuve est présente en tant qu'actionnaire avec ses deux fils Conrad Ier et Othon Ier.

## Famille
Arnoult Ier de Scheyern épouse Béatrice de Reipersberg (environ 1060-1124), fille du comte Cunon de Reipersberg et héritière du comté de Dachau. Le mariage donne naissance à plusieurs enfants, dont :
- Conrad Ier de Dachau (de) ;
- Arnoult II de Dachau (de) ;
- Frédéric Ier de Dachau (mort avant le 25 avril 1124) ;
- Othon Ier de Dachau-Valley (de) ;
- Béatrice de Dachau (morte vers 1128) mariée à Berthold Ier de Burgeck.